# Георги Иванов (Виница)
Вижте пояснителната страница за други личности с името Георги Иванов.
Георги Иванов (Иванчев, Йованчев) Петров с псевдоним Г. Ив. е български революционер, деец на Вътрешната македоно-одринска революционна организация, станал по-късно предател и причинил голямата Винишка афера.

## Биография
Георги Иванов е роден в смесеното българо-турско село Виница, тогава в Османската империя. Син е на винишкия кмет. Присъединява се към ВМОРО и оглавява местния революционен комитет.
През есента на 1895 година във Винишко навлиза с чета Александър Чакъров с намерение да вдигне въстание. Георги Иванов се свързва с Гоце Делчев и по негово разпореждане на Чакъров е предложено да се присъедини към ВМОРО или да се върне.
В средата на ноември 1897 година винишкият комитет подпомага разбойническата банда на Коте Голчев, която напада дома на един богат турчин. Властите предприемат масови побои, в резултат на които съучастниците на бандата, включително Георги Иванов са арестувани. Иванов става предател и започва да издава организационни тайни. Гоце Делчев, който преди това има вяра в Иванов, му изпраща в затвора романа „Шпионининът“ на Джеймс Фенимор Купър, за да окаже морално въздействие върху предателя. Осъден на смърт, на няколко пъти е правен опит за убийството му. Ранен е през юни 1899 година при църквата „Свети Никола“ в Щип. Убит е в 1900 година на пазара в Щип от Мице Блатцалията. Както пише Христо Силянов:
| „ | Между ония, които проявиха не само обикновена слабость, но отидоха до измѣна и станаха после орѫдия на турцитѣ, трѣбва на първо мѣсто да се спомене Георги Ивановъ. Отъ преданъ и смѣлъ работникъ (бившъ рѫководитель въ Виница) той, по силата на нѣкакво пречупване, се превърна въ гонитель на Организацията и то твърде опасенъ, понеже познаваше първитѣ деятели отъ села и градове. Хр. Матовъ твърди, че отъ време на време предательтъ изпращалъ при него хора да моли да бѫде простенъ. Стрелянъ на два пѫти отъ изпратени екзекутори — веднажъ въ Щипъ, втори пѫть въ Виница — Г. Ивановъ загина въ Щипъ отъ рѫката на терориста Мите Блацалията. | “ |

Преди смъртта си вследствие на побоищата и мъченията в затвора при Винишката афера Спиро Ампов разказва на Христо Настев:
| „ | Георги Йованчева никой не познава така добре, както азъ го познавамъ още от детинството ми. Той е упоритъ и подълъ. Незамѣнимъ бѣше въ организационнитѣ работи, когато се заемеше за тѣхъ. Когато му се възложеше каквато и да било работа, той бѣше неустрашимъ и решителенъ. Но и човѣшкитѣ му слабости сѫ голѣми: той е безхарактеренъ и е доста алчень. Ал. Чакъровъ съ офицерската си униформа при тайната имъ среща презъ 1895 год., а след това и съ нѣколкото писма, които бѣше му пратилъ отъ Кюстендилъ и София, бѣше разбъркалъ акъла на Георги. Въ битностьта му учитель въ Виница Чакъровъ бѣше схваналъ добре неговитѣ слабости, та не е чудно да го е използвалъ. Още прѣзъ 1896 год. на два пѫти Георги Йованчевъ бѣше ми заговорилъ и настояваше да сме организирали залавянето за откупъ на Амди-бей въ чифлика му. Отклонихъ го отъ тази му идея, след като му обяснихъ влиянието на Амди-бей в Кочани и какво би последвало следъ залавянето му. Пояснихъ му, че всички въ чифлика му в с. Якимово сѫ наши добри членове на организацията и сѫ доволни въ всѣко отношение, а особено отъ благороднитѣ му обноски и отношения съ тѣхъ. Пари всѣкога можемъ да съберемъ отъ нашитѣ хора при нужда, но добри дейци не се създаватъ лесно, нито се купуватъ съ пари. Той не ми каза, обаче, че за тази работа му е говорилъ Ал. Чакъровъ, както това изповѣза при последното ни съвещание въ присѫтствието и на Ангелъ. Сѫщата година, единъ день Георги ми заговори за лесното отвличане съ сѫщата цель и на Кйазимъ отъ Виница. По сѫщитѣ мотиви и съображения дадохъ му да разбере, че трѣбва да се откаже отъ подобни планове, защото за нѣкакви си триста лири, ако се взематъ като откупъ, ще трѣбва да пожертвуваме не само насъ и най-добритѣ ни членове на организацията, но и свободата на тайния каналъ съ орѫжието, които струватъ милиони. Мислехъ, че съмъ го убедилъ достатъчно въ това, защото не повтори вече да ми говори на подобна тема. Даже и азъ бѣхъ забравилъ тѣзи работи, като ги взехъ за несериозни. | “ |